# Grand Turque
Pour l’article homonyme, voir Grand Turk (voilier).
L'île de Grand Turque est une île de l'archipel des Turks, dépendantes du territoire des Îles Turques-et-Caïques.
C'est sur cette île que se trouve la capitale du territoire, Cockburn Town.
Cette île serait peut-être celle où aurait débarqué Christophe Colomb en 1492[réf. nécessaire].
Au printemps 1783, dans les derniers mois de la guerre d'indépendance des États-Unis, une force française de 400 hommes - commandée par le marquis de Grasse-Briançon - capture l'île de Grand Turk. Une tentative britannique pour reprendre le contrôle de l'île échoue. L'île est finalement rétrocédée après la signature du Traité de Paris, qui est formellement ratifié plus tard en 1783.
Le 20 février 1962, l'astronaute américain John Glenn, premier américain à effectuer un vol en orbite autour de la terre, a amerri au large de Grand Turk dans sa capsule Friendship 7 du programme Mercury.